# Диплодактилюсы
Диплодактилюсы (лат. Diplodactylus) — род пресмыкающихся из семейства Diplodactylidae.

## Описание
Представители этого рода имеют небольшие и средние размеры. Это довольно красочные ящерицы, цвет их зависит от места проживания животного. В основном имеют тёмные оттенки. Особенностью этого рода является наличие толстого, но достаточно короткого хвоста, который используется для накопления жира, а также для защиты. Туловище уплощённое, голова короткая и вытянутая. Конечности несколько редуцированы.

## Образ жизни
Населяют лесистые места. Есть древесные и наземные виды. Активны ночью. Прячутся среди опавших листьев или среди ветвей и на стволах деревьев. Питаются насекомыми и растительной пищей.

## Размножение
Это яйцекладущие пресмыкающиеся.

## Распространение
Обитают в Австралии и Новой Гвинее.

## Классификация
На май 2019 года в род включают 27 видов:
- Diplodactylus ameyi Couper & Oliver, 2016
- Diplodactylus barraganae Couper, Oliver & Pepper, 2014
- Diplodactylus bilybara Couper, Pepper & Oliver, 2014
- Diplodactylus calcicolus Hutchinson, Doughty & Oliver, 2009
- Diplodactylus capensis Doughty, Oliver & Adams, 2008
- Diplodactylus conspicillatus Lucas & Frost, 1897
- Diplodactylus custos Couper, Oliver & Pepper, 2014
- Diplodactylus fulleri Storr, 1978
- Diplodactylus furcosus Peters, 1863
- Diplodactylus galaxias Doughty, Pepper & Keogh, 2010
- Diplodactylus galeatus Kluge, 1963 — Шлемовый диплодактилюс
- Diplodactylus granariensis Storr, 1979
- Diplodactylus hillii Longman, 1915
- Diplodactylus kenneallyi Storr, 1988
- Diplodactylus klugei Aplin & Adams, 1998
- Diplodactylus laevis Sternfeld, 1925
- Diplodactylus lateroides Doughty & Oliver, 2013
- Diplodactylus mitchelli Kluge, 1963 — Диплодактилюс Митчелла
- Diplodactylus nebulosus Doughty & Oliver, 2013
- Diplodactylus ornatus Gray, 1845 — Украшенный диплодактилюс
- Diplodactylus platyurus Parker, 1926
- Diplodactylus polyophthalmus Günther, 1867 — Многоглазый диплодактилюс
- Diplodactylus pulcher (Steindachner, 1870) — Красивый диплодактилюс
- Diplodactylus savagei Kluge, 1963
- Diplodactylus tessellatus (Günther, 1875) — Мозаичный диплодактилюс
- Diplodactylus vittatus Gray, 1832 — Полосатый диплодактилюс
- Diplodactylus wiru Hutchinson, Doughty & Oliver, 2009